# Биомикроскопия
Биомикроскопията е вид изследване на очите, при която се прави микроскопска картина in vivo на състоянието на предните отдели на окото — клепачи, конюнктива, склера, роговица и очна леща – в дълбочина до 4 милиметра.
Апаратът за това изследване се нарича биомикроскоп или още щпалт лампа. Той е част от стандартното необходимо оборудване за всяко офталмологично болнично отделение или кабинет, а изследването е етап от клиничния преглед при офталмолога. Посредством биомикроскопия е възможно:
- диагностициране на промени в прозрачността на лещата (катаракта, „перде“), и за откриване на различни очни заболявания (като блефарит, конюнктивит, кератоконус, пресбиопия, отлепване на ретината, макуларна дегенерация, ретинитис пигментоза и др.),
- уточняване на точната локализация на уврежданията, техния характер, разпространение и/или ангажиране на съседни структури и тъкани,
- диагностициране на стадиите на евентуално онкологично заболяване и на други симптоми за спешна или неотложна операция.